# Michael Bruce
Mike Bruce (también llamado Michael Owen Bruce  16 de marzo de 1948) es un guitarrista de rock estadounidense que formó parte del grupo The Spiders, la banda original de Alice Cooper desde 1969 hasta 1974, cuando el vocalista emprendió su carrera en solitario.
Gira habitualmente con su banda The Michael Bruce Group, cuyo último álbum es Halo Of Ice.

## Discografía

### Con Michael Bruce
- In My Own Way (1975)
- As Rock Rolls On (1983)

- Datos: Q2720155